# Aurora del Mar
Aurora Rosa Borrello (Bahía Blanca, 3 de julio de 1934-Bernal, 15 de enero de 2022), más conocida como Aurora del Mar, fue una actriz de larga trayectoria en radio, teatro, cine y televisión de Argentina.  Adoptó su nombre artístico a los 16 años a instancias de la periodista María Ofelia. Estuvo radicada muchos años en el partido de Quilmes y se desempeñó como secretaria personal de su amigo Osvaldo Miranda (1915-2011) durante los últimos años de la vida de él.

## Radiodifusión
A los 13 años comenzó a trabajar en una de las emisoras de radio de Bahía Blanca y atrajo la atención de un directivo de Radio Splendid, que le dio su tarjeta para que lo contactara en Buenos Aires si quería hacer carrera allí. Convenció a sus padres para que la familia se mudara allí y a los 15 años comenzó a trabajar en el radioteatro de Radio Splendid, y conformó con Alberto Argibay una de las parejas jóvenes de ese género. Integró el elenco de Nené Cascallar que actuaba por la noche junto a Oscar Casco, Hilda Bernard, Nydia Reynal y Sergio Malbrán y el de la tarde con Reynal y Héctor Coire. Cuando Mabel Landó dejó el papel de Juana en el programa radial de Tarzán, del Mar pasó a interpretarlo. En esa época para el Día de la Primavera iban los actores en carroza en el desfile que se organizaba por la Avenida Santa Fe –calle sobre la cual estaba ubicada la radio- vestidos como los personajes, e incluso la radio contrató una mona para acompañarlos.
Actuó en Radio Splendid en el radioteatro de 1956 Horas desesperadas, junto a Olga Zubarry, Eduardo Rudy y José María Langlais. Otras estrellas con las que trabajó fueron Eduardo Rudy, César Llanos, Oscar Rovito, José María Langlais y Chela Ruiz.
Trabajó en los más prestigiosos ciclos de Radio Splendid, Radio Argentina, Radio El Mundo, Radio Belgrano, Radio Excelsior y Radio Nacional. Su última labor la cumplió junto a Nora Massi en Las dos carátulas, en Radio Nacional en 2004.

## Teatro
Quería trabajar en el teatro y la oportunidad le llegó por casualidad. Un día fue a comprar un libro de teatro a la librería de Juan Vehil y este le dijo que su hermana Luisa y el autor Alejandro Casona buscaban una actriz –profesión que dedujo por el libro que estaba comprando- que pareciera de 15 años pero que tuviera 18, edad mínima para trabajar en el teatro en ese momento. La llevó al teatro Liceo y allí mismo hizo una prueba y fue contratada para actuar en La casa de los siete balcones. Duró tres años en cartel: durante el primero se puso de novia, en el segundo se casó y el tercero lo hizo embarazada, pasando a ser en la obra una nena gorda.
En 1965 trabajó en la obra Locos de verano, de Gregorio de Laferrère, con Graciela Dufau y Raúl Lavié.
En 1985 actuó en la obra teatral Tu cuna fue un conventillo, de Alberto Vacarezza, dirigida por Rodolfo Graziano en el teatro El Círculo, de Rosario, con Marta Albanese, Carlos Buono, Cacho Bustamante, José Canosa, Amparito Castro, María Rosa Fugazot, Raúl Lavié, Luis Medina Castro, Juan Carlos Palma, Malvina Pastorino, Roberto Pieri, Ignacio Quirós, Juan Carlos de Seta, Guillermo de la Torre, Coni Vera, Tincho Zabala y Martín Zabalúa.

## Actriz de cine
En cine trabajó en varios filmes dirigidos por Enrique Carreras, incluyendo el conocido La mejor del colegio (1953), y acompañó a quien fue su gran amiga, Lolita Torres, en varias películas. Del Mar recordó en un reportaje cuando ambas fueron a Rusia, donde Torres tuvo un gran éxito con el filme.
Mario Sóffici la eligió para integrar el elenco de Mujeres casadas (1954), junto a Nelly Panizza y Elina Colomer. Por su personalidad artística fue seleccionada para personajes que requerían contenido alegre y propicios para la comicidad, como ocurrió, entre otros filmes, en Corazón contento (1969), Los muchachos de antes no usaban gomina (1969), Los muchachos de mi barrio (1970), La familia hippie (1971), Aquellos años locos (1971), La sonrisa de mamá (1972), Los fierecillos se divierten (1982), Los fierecillos indomables (1982), Los reyes del sablazo (1983), Sálvese quien pueda (1984) y Mirame la palomita (1985); sin embargo, esto no fue obstáculo para que también le dieran papeles dramáticos como en Las procesadas (1975), Las locas (1977) o Las barras bravas  (1985).

## En la televisión
Estuvo en la televisión cuando el medio daba sus primeros pasos en la Argentina y se la recuerda especialmente protagonizando por Canal 11 a la “la Rosita”, la novia de Minguito Tinguitella, el personaje del inmortal Juan Carlos Altavista en el programa TV Súper Mingo, con libretos de Roberto Peregrino Salcedo y Delfor.
En 1972 actuó en el episodio «La Hermana San Sulpicio» en el ciclo Alta Comedia.
Trabajó en 1979 en Los Paz en su hogar, escrito por Nolo Gildo en Radio Splendid con Laura Bove, Elcira Olivera Garcés, Virginia Romay, Nelly Prono, Liliana Benard, Erika Wallner, Hugo Arana, Jorge Barreiro, Elena Sedova, Raúl Aubel, Mercedes Harris, María Vera, Marcelo José, Alejandro Anderson, Claudia Alessandría y José Canosa, con libretos de Abel Santa Cruz y dirección de Alejandro Doria. Al año siguiente trabajó en Hola Pelusa, telenovela argentina protagonizada por Ana María Picchio y Juan José Camero y emitida en 1980 por Canal 7.
En 1987 actuó junto a Alberto de Mendoza, Chunchuna Villafañe y Juan Manuel Tenuta en la serie Tiempo cumplido, transmitida por ATC.
Interpretó otros ciclos televisivos populares como El amor tiene cara de mujer, Me llaman Gorrión, Ciclos de Lolita, Papá corazón, Primicias, entre otros.

## Reconocimientos
Fue declarada Personalidad Destacada de la Cultura de la Ciudad Autónoma de Buenos Aires por la Ley 3290 aprobada el 26 de noviembre de 2009.
Fue homenajeada el 12 de abril de 2014 al darse su nombre a la Sala Mayor del Complejo Cultural Don Bosco de la ciudad de Bernal, donde residía.
Junto a grandes actores como Fernando Siro, Ana María Campoy, Pepe Cibrián, Márgara Alonso, Carmen Campoy, Beatriz Día Quiroga, Mabel Landó, Fernando Heredia, Ricardo Lavié y María Elena Sagrera recibió el homenaje del Senado de la Nación con motivo de sus bodas de oro con la profesión.
Tuvo dos hijos, uno de los cuales, Claudio, se dedica a la locución. Aurora del Mar falleció el 15 de enero de 2022 en una residencia para adultos mayores de Bernal, donde vivía.

## Filmografía
Actriz
- El profesor punk   (1988)
- Los colimbas se divierten   (1986)
- Las barras bravas    (1985) …Mujer en plaza
- Mirame la palomita    (1985)....vecina en el balcón
- Sálvese quien pueda    (1984)
- Los reyes del sablazo   (1983) …Doña Rosita, la pantalonera
- Los fierecillos se divierten   (1982)
- Los fierecillos indomables   (1982) …Mujer hombruna en el aeropuerto
- Sucedió en el fantástico Circo Tihany   (1981)
- Las locas   (1977) …Enfermera
- Las procesadas   (1975)
- Los padrinos   (1973)
- Había una vez un circo   (1972) …María
- La sonrisa de mamá   (1972)…Secretaria Dr. Echeverría
- La familia hippie   (1971)
- Aquellos años locos   (1971)
- La valija   (1971)
- Los muchachos de mi barrio   (1970) …Esposa de Calambre
- Corazón contento   (1969)
- Los muchachos de antes no usaban gomina   (1969)
- Somos novios    (1969)
- Este cura   (1968)
- Esto es alegría (1967) ..........Zulma
- Mujeres casadas   (1954)
- La edad del amor   (1954)
- La mejor del colegio   (1953)

## Televisión
- Primicias (novela) (2000) ...Rebecca
- Llena de amor (1980)
- Papá corazón (serie) (1973) …Emilia
- Me llaman Gorrión (serie) (1972) …Marta
- El mundo del espectáculo (serie) (1969)
- Muchacha italiana viene a casarse (1969-1972)
  - Gorrión (1969) … Pilar